# Császár-Komjádi Béla Sportuszoda
A Császár-Komjádi Béla Sportuszoda (a pesti szleng becenevén a „Csaszi”) az egykori Császár fürdő egyes épületrészeiből és az 1976-ban megnyitott Komjádi versenyuszodából álló épületegyüttes. Az uszodát jelenleg a Nemzeti Sportközpont Nemzeti Úszó és Vízilabda Olimpiai Központja kezeli.

## Elhelyezkedése
A Császár-Komjádi Béla Sportuszoda Budapesten, az  Árpád fejedelem útja 8. szám alatt található, a II. kerületben.

## Története

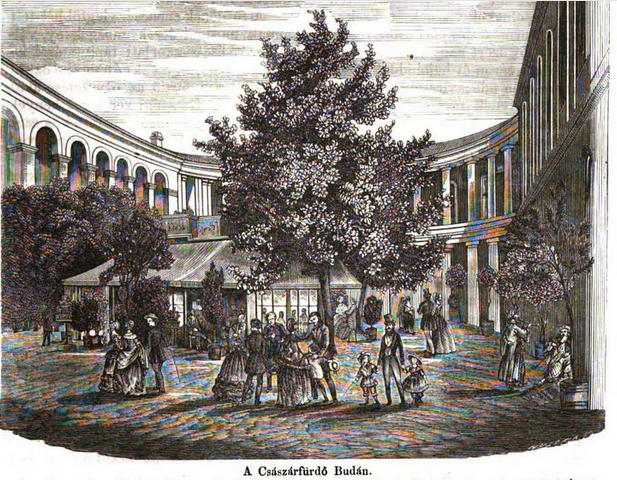
A Császár fürdő 1856-ban

A Császár-Komjádi uszoda szerves részét képző Császár fürdő Hild József tervei alapján épült ki a 19. század első felében. Ezen a helyen állt a török hódoltság idején épült Veli Bej fürdő, melyet feltehetően Szokullu Musztafa budai beglerbég építtetett. A 18. században a fürdőt már Császár fürdőnek hívják. 1806-ban a fürdőt Marczibányi Károly királyi tanácsos vásárolta meg, majd a budai Irgalmasrendnek adományozta. A Császár fürdő gyógyudvarát 1842-ben építették fel, a Veli bej fürdőből Budapest egyik első gőzfürdőjét alakították ki. 1926-ban építik meg a Császár fürdő versenymedencéjét és ezer főt befogadó lelátóját. Szintén ebben az évben rendezik meg az első úszó, műugró és vízilabda Európa-bajnokságot a fürdőben. 
1965-ben a Császár fürdő az Országos Reuma és Fürdőügyi Intézethez került. (Ez a későbbi Országos Reumatológiai és Fizioterápiás Intézet, az ORFI jogelődje volt.)
A Komjádi Béla Sportuszoda 1976-os megnyitása óta Komjádi Béla olimpiai bajnok, vízilabdaedző nevét viseli.
1976-ban az Országos Testnevelési és Sporthivatal megbízásából építették fel a Komjádi Béla Sportuszodát. A boltozatos tetejű, 40 méter fesztávolságú fedett úszómedencét az ALUTERV Alumíniumipari Tervező Vállalat készítette el 1968 és 1969 között. A  tervezők: Kelecsényi Zoltán vezető tervező és dr. Fernezelyi Sándorné született Preisich Katalin építész, a konstruktőr, szerkezettervező mérnök dr. Fernezelyi Sándor vezető statikus tervező voltak.
A fedett úszómedence sajátossága a szétnyitható alumínium tetőszerkezete, amelyet Seregi György Széchenyi-díjas és Fernezelyi Sándor építészmérnök fejlesztett ki. A háromszintes épület ekkor 1800 fő befogadására volt alkalmas.
Az öt úszómedence közül kettő 50 méteres, egy 25 méteres és elsősorban a versenysportolók kiszolgálására létesült. Itt tartja edzéseit a Vasas SC vízilabda-szakosztálya.
Elsősorban a versenysport kiszolgálására épült.  Egy fedett versenymedencével és egy tanmedencével rendelkezik. Jellegzetessége a 40 méter fesztávolságú nyitható tetőszerkezet. A sportrendezvényeken 1800 fő befogadására alkalmas uszoda 11 456 négyzetméteren terült el. A 3 szintes épületben 5 medencét és 2 tanmedencét alakítottak ki. Az uszoda részét képezte a Veli bej fürdő, így korábban rendelkezett a létesítmény gyógyvizes medencével is.
2000-ben az eredetileg a Császárfürdő részét képző Veli bej fürdő valamint a klasszicista stílusú Frankel Leó úti épületszárny újra az Irgalmas rend kezelésbe került. A jelenlegi Császár-Komjádi Sportuszoda egyes épületrészei korábban a Császár fürdő részét képezték, így a létesítmény nevében továbbra is őrzi az egykori, történelmi Császár fürdő emlékét.

## A létesítmény felújítása
Az uszodát az ezredforduló után többször felújították, korszerűsítették. A 2009-ben kezdődött munkálatok során felújították a lelátót, a külső homlokzatot. 2011-ben a nagymedence vízforgatóját cserélték le korszerűbb szerkezetre. 2015-ben energetikai felújítások, a légtechnikai berendezések és a meglévő kazánblokkok cseréje valósult meg.
Az uszodát a 2017-es úszó-világbajnokságra 3,8 milliárd forint értékben, hét hónap alatt felújították. A létesítmény a világbajnokság alatt az indulók edzéseinek adott otthont. A működtetésben néhány hónap múlva komoly problémák merültek fel, az üzemeltető cég megnehezítette a sportolók bejutását az épületbe és gyakorlatilag kizárta őket az öltözőkből. A költséges felújítással kapcsolatban minőségi kifogások is felmerültek.
2018-ban még egy energetikai felújítás történt 312 millió forintból.

## Az uszoda medencéi, hasznosítása
A Császár-Komjádi Béla Sportuszodában a fedett részen egy 50 méteres sportúszómedence és egy tanmedence található, valamint két medence (50 és 25 métere) és egy tanmedence az uszoda  szabadtéri részén. A 25 méteres szabadtéri medencét sátorral lefedhető, így télen is használható.
Az uszoda mai napig elsősorban sportolóknak biztosít edzési lehetőséget, emellett sportrendezvények (vízilabda, nemzetközi úszóversenyek) lebonyolításra hasznosítják. Az uszodában gyerek és felnőtt úszásoktatás is zajlik.
A budapesti fürdőkre jellemző módon a Császár-Komjádi Béla Sportuszodában is kötelező az úszósapka viselése a medencékben.

## További információk

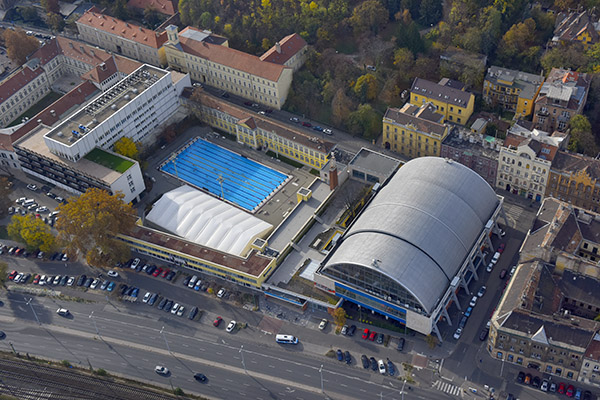
Császár-Komjádi Béla Sportuszoda - légi fotó